# Aaron Matthew Bauer
Pour les articles homonymes, voir Bauer.
Aaron Matthew Bauer est un biologiste américain, né le 27 juin 1961 à New York. Il est actuellement professeur de biologie à l'université Villanova, en Pennsylvanie (États-Unis), où il réside.

## Biographie
Après des études à New York et dans le Michigan, il a étudié la zoologie à l'université de Californie à Berkeley de 1982 à 1986, où il a obtenu son doctorat.
Il étudie l'évolution des geckos d'un point de vue biologique, et s'intéresse également aux causes des extinctions d'espèces.
Il est à l'origine de la découverte de plusieurs espèces de geckos, dont certaines disparues (Hoplodactylus delcourti par exemple).

## Les espèces dédiées à Bauer
- Cnemaspis baueri
- Cyrtodactylus aaroni
- Dixonius aaronbaueri
- Eurydactylodes agricolae
- Hemidactylus aaronbaueri [1]